# عملیاتی‌سازی

مثالی از تعریف عملیاتی فضای شخصی.

عملیاتی‌سازی (به انگلیسی: operationalization) در طراحی پژوهش، روان‌شناسی، علوم اجتماعی، علوم زیستی و فیزیک، فرآیندی است برای تعریف اندازه‌گیری پدیده‌ای که به‌طور مستقیم قابل اندازه‌گیری نیست؛ اگرچه وجود آن از پدیده‌های دیگر استنباط می‌شود. بنابراین عملیاتی‌سازی یک مفهوم فازی را به گونه‌ای تعریف می‌کند که به وضوح قابل تشخیص، اندازه‌گیری و قابل فهم از طریق مشاهده تجربی باشد. به‌معنای وسیع‌تر، این مفهوم امتداد یک مفهوم را تعریف می‌کند؛ توصیف می‌کند که چه چیزی مصداق آن مفهوم است و چه چیزی نیست. برای مثال در پزشکی پدیده سلامت ممکن است با یک یا چند شاخص مانند شاخص توده بدنی یا مصرف دخانیات عملیاتی شود. مثالی دیگر، در پردازش بصری می‌توان با اندازه‌گیری ویژگی‌های خاص نوری که یک شیء خاص منعکس می‌کند، به وجود آن شیء در محیط پی برد. در این مثال‌ها، مشاهده و اندازه‌گیری مستقیم پدیده‌ها دشوار است زیرا کلی یا انتزاعی هستند (مانند مثال سلامت) یا نهفته هستند (مانند مثال شیء). عملیاتی‌سازی به استنباط وجود پدیده‌های مورد نظر و برخی از عناصر گسترش آن‌ها از طریق برخی اثرات قابل مشاهده و قابل اندازه‌گیری کمک می‌کند.
گاهی اوقات چند عملیات جایگزین برای یک پدیده مشابه در دسترس است. تکرار تحلیل با عملیاتی‌سازی‌های مختلف می‌تواند مشخص کند که آیا نتایج تحت تأثیر عملیاتی‌سازی‌های مختلف قرار گرفته‌اند یا خیر. به این می‌گویند بررسی استحکام. اگر نتایج (به طور قابل توجهی) بدون تغییر باشند، گفته می‌شود که نتایج در برابر برخی از عملیاتی‌سازی‌های جایگزین متغیرهای بررسی شده مقاوم هستند.
مفهوم عملیاتی‌سازی اولین بار توسط فیزیک‌دان بریتانیایی ان. آر. کمپبل، در کتاب فیزیک: عناصر (کمبریج، ۱۹۲۰) ارائه شد. این مفهوم به علوم انسانی و اجتماعی نیز سرایت کرد. این اصطلاح همچنان در فیزیک مورد استفاده قرار می‌گیرد.